# 安必立
安必立（韓語：안필립，1905年3月29日—1978年2月28日），美國韓裔演員，其與弟弟安必英在二戰期間分別加入美國陸軍和美國海軍，後來成為第一位進入好萊塢星光大道的美國亞裔演員。

## 身世
安必立是安昌浩的大兒子，安昌浩為韓國獨立運動著名人士，與其母親在1902年旅居美國，是第一對移民美國的朝鮮族夫妻。安必立的妹妹安繡山是美軍最早的女性亞裔軍官之一，亦為美國海軍首位女性槍砲官（gunnery officer）。